# فواره (نمایش‌نامه)
فواره (به انگلیسی: Fountain) نمایش‌نامه‌ای است که توسط یوجین اونیل، نویسندهٔ اهل ایالات متحده آمریکا نوشته شده‌است. این کتاب یکی از آثار ادبی برجستهٔ جهان است.